# IPSW
IPSW, (acronyme anglais pour iPod Software = logiciel iPod) est un format de fichier utilisé dans iTunes pour installer le micrologiciel iOS. Tous les produits Apple partagent le même format de fichier IPSW pour installer iOS, ce qui permet aux utilisateurs de flasher leurs appareils via iTunes sur macOS et Windows.

## Structure
Le fichier .ipsw lui-même est une archive compressée (de la même manière qu'une archive ZIP) contenant trois fichiers Apple Disk Image dont un contenant le répertoire racine d'iOS et deux disques virtuels pour la restauration et la mise à jour du logiciel.
Le fichier contient également un dossier « Firmware » dans lequel on peut trouver iBSS, iBEC, DFU, les icônes de charge de la batterie (faible, pleine, en charge), ainsi que les fichiers du firmware du processeur de bande de base au format .bbfw (anglais : BaseBand FirmWare = firmware de la bande de base).
Il contient deux autres fichiers, " Build Manifest " et " Restore Manifest", tous les deux sous la forme d'une Apple Property List (.plist), qui vérifient la compatibilité, contiennent les hachages au format base64 et indiquent à l'appareil où trouver les composants spécifiques du firmware durant la restauration.
BuildManifest.plist est envoyé au serveur Apple TSS et vérifié afin d'obtenir le blob SHSH à chaque restauration. Sans eux, le firmware refusera de restaurer, rendant ainsi les rétrogradations impossibles de manière officielle, en raison du blocage imposé par Apple.

## Sécurité et enracinement
L'archive n'est pas protégée par mot de passe, mais les images DMG qu'elle contient ont été cryptées sur AES. Bien qu'Apple ne publie pas les clés de décryptage, elles peuvent être extraites à l'aide de différents exploits iBoot ou bootloader, tels que limera1n (créé par George Hotz, plus communément appelé geohot). Depuis, de nombreux outils ont été créés pour le décryptage et la modification du répertoire racine.

### Réclamation d'accès aux données des utilisateurs par le gouvernement américain
Après l'attaque de San Bernardino en 2015, le FBI réussit à mettre la main sur l'iPhone 5C du tireur, qui appartenait au département de la santé publique du comté de San Bernardino. Le FBI récupéra les sauvegardes iCloud un mois et demi avant la fusillade et voulait accéder aux fichiers cryptés sur l'appareil. Le gouvernement américain ordonna alors à Apple de produire un fichier IPSW qui permettrait aux enquêteurs de forcer brutalement le mot de passe de l'iPhone. L'ordonnance a utilisé la loi All Writs Act, créée à l'origine par la loi sur la justice de 1789, pour exiger le micrologiciel, de la même manière que d'autres fabricants de smartphones ont été condamnés à se conformer.
Tim Cook répondit sur la page Web de la firme à la pomme, soulignant le besoin de chiffrement et affirmant que s'ils produisaient une porte dérobée pour un appareil, elle tomberait inévitablement entre de mauvaises mains et servirait à compromettre la confidentialité des autres utilisateurs d'iPhone :

« Le FBI veut nous forcer à créer une nouvelle version d'iOS, pour contourner de nombreuses sécurités cruciales, et l'installer sur un iPhone trouvé durant une enquête. Dans de mauvaises mains, ce logiciel — qui n'existe pas au moment où j'écris ces lignes — aurait le pouvoir de déverrouiller n'importe quel iPhone...
Le gouvernement veut nous faire retirer certaines sécurités et ajouter de nouvelles capacités au système d'exploitation, permettant l'entrée d'un mot de passe de façon électronique. Cela rendrait les iPhones plus faciles à déverrouiller par la force, en essayant des milliers, voire des millions, de combinaisons différentes grâce à la puissance de calcul d'un ordinateur actuel ;
La portée des requêtes du gouvernement fait froid dans le dos. S'il pouvait utiliser le All Writs act pour rendre un iPhone plus facile à déverrouiller, il aurait alors accès à l'appareil de n'importe qui afin d'en capturer les données. Le gouvernement aurait alors la possibilité d'extrapoler cette brèche dans votre vie privée et d'ordonner à Apple de créer des logiciels de surveillance et de traçage afin d'intercepter vos conversations, accéder à vos données médicales ou bancaires, vous tracer, ou même allumer le micro ou la caméra de votre téléphone à votre insu.
Désobéir à cet ordre n'est pas une chose à prendre à la légère. Nous pensons devoir dénoncer ce que nous considérons comme un abus de pouvoir de la part du gouvernement américain. »